# John Bardeen
Pour les articles homonymes, voir Bardeen.

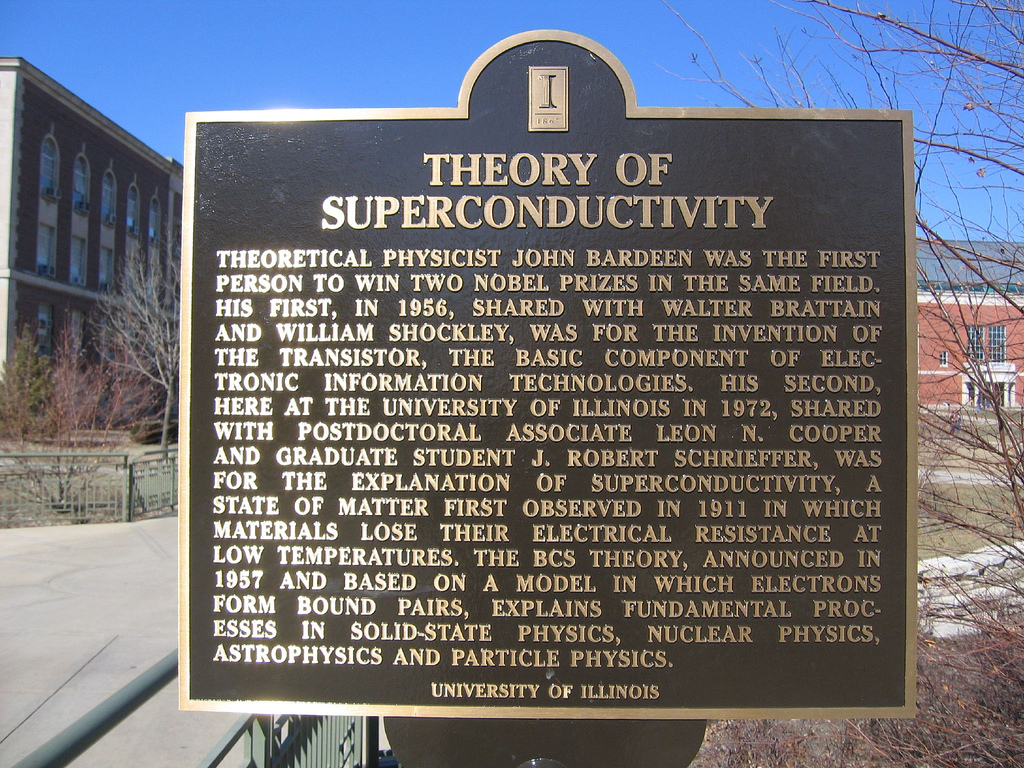
Une plaque commémorative honorant Bardeen et la théorie de la supraconductivité, sur le campus de l'université de l'Illinois à Urbana-Champaign.

John Bardeen (23 mai 1908 à Madison, Wisconsin, États-Unis - 30 janvier 1991 à Boston) est un physicien américain. Il est colauréat avec William Shockley et Walter Houser Brattain du prix Nobel de physique de 1956 pour leurs travaux sur les semi-conducteurs. Il est également co-lauréat avec Leon Neil Cooper et John Robert Schrieffer du prix Nobel de physique de 1972 pour leurs travaux sur la supraconductivité. Il est la seule personne à avoir reçu deux prix Nobel de physique. Il fut également lauréat de la Médaille Franklin en 1975 pour ses travaux sur la supraconductivité et les semi-conducteurs.

## Biographie
John Bardeen est né le 23 mai 1908 à Madison, dans l'État du Wisconsin (États-Unis). Second fils d'une famille de cinq enfants, il fréquente les établissements scolaires de sa ville natale et finit le lycée à l'âge de 15 ans. Il étudie alors l'électrotechnique, discipline qu'il choisit pour son aspect pratique et mathématique, à l'université du Wisconsin-Madison, où il obtient une maîtrise en sciences en 1929.
Il entre ensuite dans la vie professionnelle en travaillant en tant que géophysicien dans le département de recherche de la Gulf Oil Company à Pittsburgh. Il s'en lasse après trois ans, et reprend des études de physique mathématique à l'université de Princeton , qui lui délivre son doctorat en 1936 après une thèse sur la physique du solide. Pendant l'écriture de celle-ci, il lui est proposé de rejoindre Harvard, ce qu'il accepte pour travailler notamment sur des problèmes de conduction dans les métaux avec John Hasbrouck Van Vleck et Percy Williams Bridgman.
Il commence sa carrière académique en 1938 en tant que professeur assistant à l'université du Minnesota, année où il rencontre sa future femme. Il quitte son poste en 1941, alors que la Seconde Guerre mondiale fait rage, pour travailler au Naval Ordnance Laboratory, un laboratoire de recherches sur l'armement de l'armée américaine situé à White Oak dans le Maryland. Il refuse de joindre le projet Manhattan en 1943 en invoquant des raisons familiales.

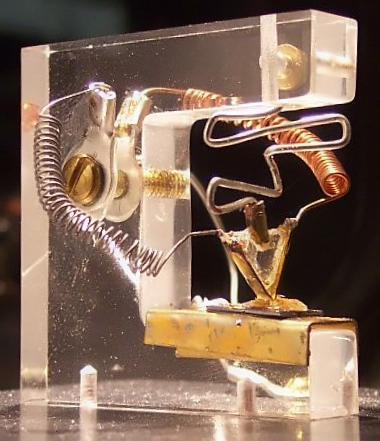
Réplique du transistor bipolaire. Photo prise au Heinz Nixdorf MuseumsForum à Paderborn en Allemagne.

À la fin de la Seconde Guerre mondiale, il se rend compte que l'université du Minnesota n'offre que peu de perspectives pour ses recherches et préfère rejoindre les Laboratoires Bell. Le groupe de physique du solide est dirigé par William Shockley et Walter Houser Brattain en est un des membres. Il y restera jusqu'en 1951, travaillant notamment sur des alternatives au tube électronique ce qui l'a amené à développer le transistor, composant de tous les appareils électroniques modernes, avec ses collègues.
Bardeen se tourne ensuite vers la recherche académique à l'université de l'Illinois à Urbana-Champaign, où il est également professeur d'électrotechnique. En parallèle à ses activités de professorat, où il a eu comme étudiant de thèse l'inventeur de la diode électro-luminescente Nick Holonyak Jr., il oriente ses recherches vers la compréhension des mécanismes de la supraconductivité. La formulation d'un modèle de couplage d'électrons et de leurs interactions avec les vibrations du réseau cristallin des solides sous le nom de théorie BCS, des initiales de Bardeen et de ses collègues Leon Neil Cooper et John Robert Schrieffer, permet d'expliquer les phénomènes de résistivité électrique nulle observés dans les supraconducteurs. 
Il est co-lauréat avec William Shockley et Walter Houser Brattain du prix Nobel de physique de 1956 « pour ses recherches sur les semiconducteurs et leur découverte de l'effet transistor ». 
Il est également co-lauréat avec Leon Neil Cooper et John Robert Schrieffer du prix Nobel de physique de 1972 « pour leur théorie commune de la supraconductivité, habituellement appelée théorie BCS ». Il est nommé professeur émérite en 1975.
Il meurt de troubles cardiaques le 30 janvier 1991 à Boston. Son épouse est décédée en 1997.